# Altimetrie

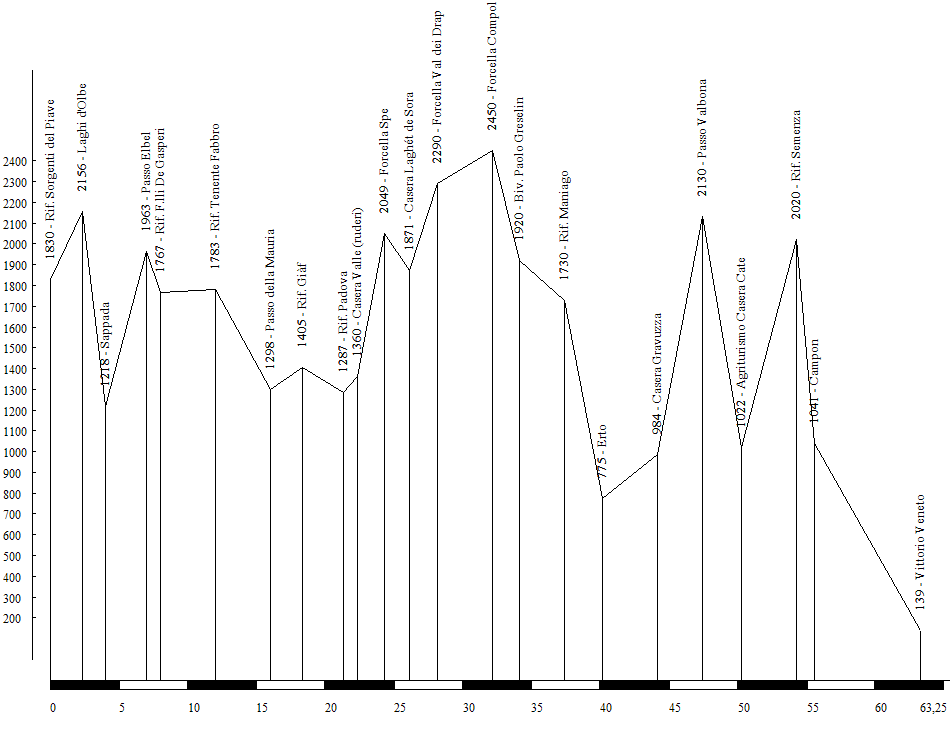
Profilul altitudinilor unui drum.

Altimetria (în latină altus – înalt) este o ramură a topografiei care se ocupă cu determinarea înălțimii punctelor caracteristice de pe suprafața Pământului față de altele (altitudine relativă) sau față de suprafața de nivel zero, adică suprafața de nivel mediu al mării de referință (altitudine absolută).
În aviație altimetria este preocupată cu stabilirea altitudinii de zbor a aeronavei (distanța pe verticală a aeronavei față de nivelul mării). Este de o importanță vitală pentru deplasarea aeronavelor cunoașterea culoarului de zbor, stabilit în strânsă legătură cu altitudinea, deoarece debitul circulației este stabilit și organizat în funcție de aceasta. Instrumentul clasic pentru determinarea altitudinii de către pilot este altimetrul care obține o valoare a altitudini bazată exclusiv pe măsurarea presiunii statice din jurul aeronavei.